# Andrei Kolesnikov (general)
Andréi Boríosovich Kolésnikov (en ruso: Андрей Борисович Колесников, Oktyábrskoye, Óblast de Vorónezh, 6 de febrero de 1977) es un oficial militar (mayor general) ruso. Según las autoridades ucranianas resultó muerto durante la invasión rusa de Ucrania. Rusia no había confirmado su muerte. El 14 de marzo de 2023, Kolesnikov apareció en una entrevista con Vladímir Soloviev en la televisión rusa.

## Biografía
Nacido el 6 de febrero de 1977 en Oktyábrskoye, en el Óblast de Vorónezh. Kolésnikov se graduó de una escuela de tanques en Kazán (1999), la Academia de Armas Combinadas de las Fuerzas Armadas de la Federación de Rusia (2008) y la Academia Militar del Estado Mayor General de la Fuerzas Armadas de Rusia (2020). En 2010, era teniente coronel y se desempeñaba como jefe del Estado Mayor de la 4.ª División de Tanques de la Guardia.  Fue ascendido al rango de mayor general y nombrado, en diciembre de 2021, comandante del 29.º Ejército de Armas Combinadas del Distrito Militar del Este en el Krai de Zabaikalie.

### Invasión de Ucrania
Kolésnikov participó en la invasión rusa de Ucrania y murió, según funcionarios ucranianos, el 11 de marzo de 2022. Funcionarios de la OTAN confirmaron que un comandante ruso del distrito militar oriental de Rusia se convirtió en el tercer oficial general ruso en morir en las hostilidades (después de Andréi Sujovetski y Vitali Guerásimov), pero no especificaron su nombre.
Fuentes occidentales dijeron que alrededor de veinte generales habían sido desplegados en el frente ucraniano, de los cuales tres han muerto. Fuentes occidentales dijeron que están muriendo más generales de lo común, debido a que están siendo desplegados más cerca de la línea de frente de lo habitual para levantar la moral de los soldados rusos. Funcionarios ucranianos dijeron que un cuarto mayor general, Oleg Mitiáyev, murió el 15 de marzo en Mariúpol. Sin embargo, la afirmación ucraniana no ha sido verificada por los medios occidentales y fuentes rusas no confirmaron su muerte.
El 14 de marzo de 2023, Kolesnikov apareció en una entrevista con Vladímir Soloviev en la televisión rusa, supuestamente durante el viaje de Soloviev a Siria.